# Brvnište
Brvnište (em húngaro: Boronás) é um município da Eslováquia, situado no distrito de Považská Bystrica, na região de Trenčín. Tem 6,94 km² de área e sua população em 2018 foi estimada em 1.202 habitantes.

## Demografia
| Ano:        | 1994 | 2004   | 2014   | 2024   |
| ----------- | ---- | ------ | ------ | ------ |
| Broj ljudi: | 1154 | 1170   | 1190   | 1167   |
| Razlika:    |      | +1,38% | +1,70% | -1,93% |

| Ano:               | 2023 | 2024   |
| ------------------ | ---- | ------ |
| Número de pessoas: | 1172 | 1167   |
| Diferença:         |      | -0,42% |